# Tramway de Brandebourg-sur-la-Havel
 (décembre 2023).
Si vous disposez d'ouvrages ou d'articles de référence ou si vous connaissez des sites web de qualité traitant du thème abordé ici, merci de compléter l'article en donnant les références utiles à sa vérifiabilité et en les liant à la section « Notes et références ».
Le tramway de Brandebourg-sur-la-Havel est le réseau de tramways de la ville de Brandebourg-sur-la-Havel, en Allemagne. Long de 17,65 km, il comporte trois lignes.

## Réseau
Le réseau compte actuellement trois lignes :
| Ligne | Trajet                             |
| ----- | ---------------------------------- |
| 1     | Hauptbahnhof – Anton-Saefkow-Allee |
| 2     | Hauptbahnhof – Quenzbrücke         |
| 6     | Hauptbahnhof – Hohenstücken Nord   |